# Poopsy
Poopsy est un groupe belge de pop rock. Il compose des chansons en français et des comédies musicales pour le jeune public.

## Historique
Au fil de son existence, le groupe joue à des événements tels que Les Francofolies de Spa,, Fêtes de Wallonie, Festival Kidz RTL, Wex - Wallonie Expo, Bal National de Bruxelles, Bourgeois 21 juillet, Bruxelles-les-Bains (Let It Beach), Centres culturels de Belgique, Festival d'Obigies, Festival Cités Métisses, Fééries de Courcelles,  Pop-Up Mons, Kids Days, Make-a-Wish, et Télévie.

## Style musical
Le répertoire du groupe oscille entre pop rock et dance. Les récits des spectacles sont construits autour des aventures de Poopsy et ses fidèles amis les Rockinours. Les thématiques abordées concernent les préoccupations du milieu scolaire et son actualité. Le propos tourne souvent autour de l'intimidation à l'école et de l'acceptation de la différence.

## Membres
- Aurélie Martinez - auteure, mise en scène des spectacles, interprète
- Olivier Groutars[11] - compositeur, claviers, trompette
- Constantin Thomas[12] - batterie, ukulélé
- Maxime Van Damme - guitare, basse

## Discographie
- 2014 : La Poopsytude[13]
- 2016 : New Generation

## Scène

### Comédies musicales originales
- 2013 : C'est ça la Poopsytude[14]
- 2014 : ColorMania
- 2015 : Poopsy, j'ai rétréci les Rockinours[15],[16]
- 2016 : Impossible[17]
- 2017 : Ecran Total

### Showcase
- 2014 : "Poopsy Showcase" à l'occasion du lancement de l'album opus I "La Poopsytude"[18]